# Gare de Toulouse-Matabiau
Toulouse-Matabiau (Gare de Toulouse-Matabiau) – największy dworzec kolejowy w Tuluzie, we Francji. Stacja została otwarta w 1905.